# Made in America
Made in America är ett album av The Carpenters, en popduo från USA, släppt den 16 juni 1981.

## Låtlista
1. Those Good Old Dreams - 1:56
2. Strength Of A Woman - 3:59
3. (Want You) Back In My Life Again - 3:39
4. When You've Got What It Takes - 3:39
5. Somebody's Been Lyin' - 4:22
6. I Believe You - 3:55
7. Touch Me When We're Dancing - 3:19
8. When It's Gone (It's Just Gone) - 5:57
9. Beechwood 4-5789 - 3:05
10. Because We Are In Love (The Wedding Song) - 1:07